# Leninsk-Kuznetskij

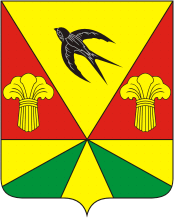
Stadens vapen.

Leninsk-Kuznetskij är en stad i Kemerovo oblast, Ryssland. Den hade 98 667 invånare i början av 2015, med totalt 100 817 invånare inklusive närliggande landsbygdsområden under stadens administration.